# 约翰·麦克纳马拉
约翰·约瑟夫·麦克纳马拉（英語：John Joseph McNamara，1932年2月7日—1986年10月18日），生于马萨诸塞州波士顿，美国男子帆船运动员。他曾代表美国参加1964年夏季奥林匹克运动会帆船比赛，获得一枚铜牌。